# 三条実永
三条 実永（さんじょう さねなが）は、鎌倉時代の公卿。参議、従二位。父は権中納言三条公泰、母は橘知茂の女。異母兄である三条実盛は浅原事件に関与が疑われた。

## 経歴
以下、『公卿補任』および『尊卑分脈』の内容に従って記述する。
- 文永3年（1266年）4月21日、叙爵。
- 文永4年（1267年）2月1日、侍従に任ぜられる。
- 文永5年（1268年）1月5日、従五位上に昇叙。
- 文永6年（1269年）3月27日、右少将に任ぜられる。
- 文永7年（1270年）1月5日、正五位下に昇叙。同月21日、出羽権介を兼ねる。
- 文永8年（1271年）1月5日、従四位下に昇叙[3]。同年2月1日、右少将に還任。
- 文永11年（1274年）10月3日、右中将に転任。
- 建治元年（1275年）12月26日、従四位上に昇叙。
- 建治3年（1277年）1月29日、但馬権介を兼ねる。
- 建治4年（1278年）2月10日、正四位下に昇叙。
- 弘安8年（1285年）8月19日、皇后宮権亮を兼ねる。
- 正応元年（1288年）11月8日、蔵人頭に補される。
- 正応2年（1289年）1月13日、参議に任ぜられる。右中将と皇后宮権亮は元の如し。従三位に叙されるか。
- 正応3年（1290年）1月13日、土佐権守を兼ねるが、同月29日に参議を辞退した。同年3月9日、浅原事件が起こり 浅原為頼が自害に用いた刀「鯰尾」が実盛の家に伝わるものと判明し、3月10日に実盛は六波羅探題によって捕縛された[4][5]。
- 正応4年（1291年）2月、土佐権守を止める。
- 永仁元年（1293年）1月13日、正三位に昇叙。
- 正安元年（1299年）1月25日、従二位に昇叙。
- 嘉元3年（1305年）8月、父公泰の喪に服す。同年9月出家。
- 応長2年（1312年）2月28日、薨去。三条と号す。

## 系譜
- 父：三条公泰（1231-?）
- 母：橘知茂の娘
- 妻：不詳
- 養子
  - 男子：三条公雅 - 三条公泰の子